# Antonio de la Calle
Antonio de la Calle (Cádiz, 28 de octubre de 1843-París, 20 de abril de 1889), fue un lingüista, periodista y revolucionario español.

## Biografía
Participó activamente en la Comuna de París como capitán de la tercera compañía del 117.º batallón federado, lo que le valió una condena por contumacia en el vigésimo consejo de guerra, el 15 de octubre de 1872. Tomó parte muy activa en la revolución cantonalista española de 1873, en el cantón de Cartagena, dirigiendo durante el asedio de Cartagena el periódico El Cantón Murciano y ejerciendo de secretario del ministro de guerra del cantón, el general Félix Ferrer. Destacó en especial por su anticlericalismo. Refugiado en 1874 en París, escribió allí en La Justice y otras revistas radicales y fue amnistiado en 1879, al mismo tiempo en que fue expulsado de territorio francés. En el verano de 1878 ocupaba una cátedra libre en la Universidad suiza de Ginebra, donde no se mantuvo aislado, sino en contacto con el grupo de lingüistas naturalistas en torno a Abel Hovelacque (1843-1896). Por otra parte entabló una breve pero intensa amistad con el naturalista Carl Vogt, profesor de geología y zoología en Ginebra, que era también un materialista convencido y un defensor acérrimo del Evolucionismo. Vuelto a Francia, publicó en francés La glossologie: essai sur la science expérimentale du langage. Première partie: La physiologie du langage (Paris: Maison-neuve, 1881), precedida de una introducción de Abel Hovelacque, de quien era amigo y con quien colaboró en diversos escritos, aunque también había asimilado mucho de Auguste Schleicher, a quien llama maestro. Este volumen fue el primero de un proyecto mayor que comprendía tres partes, como el autor apuntó en dicho prefacio,pero solo se llegó a publicar la primera (La physiologie du langage). Las otras dos partes iban a ser las referidas a la morfología y a la filosofía del lenguaje. Es una obra positivista, ya que asume los cuatro principios positivistas, a saber, individuo o atomismo científico, sustancia, evolucionismo y naturalismo, y se sitúa al lado de la postura naturalista según la cual la lengua, como si de un organismo vivo se tratara, nace, se reproduce y muere. Según él el límite de la
evolución llega hasta la "decadencia de las formas" por el principio de economía lingüística, destacando, a su vez, como fundamental la "parte ideológica, la evolución de las ideas". En este sentido, destaca las lenguas románicas como las más degradadas en el marco de las lenguas europeas y considera a la lengua como un organismo vivo que nace, se alimenta, reproduce y muere.
De la Calle fue amigo también de los republicanos federales y como él lingüistas Roque Barcia y el también gaditano Eduardo Benot y procuró introducir en la lingüística los métodos experimentales y el evolucionismo darwiniano. Acaso su última publicación fueron los al menos siete números en español de El Folletito de la emigración (1884); murió prematuramente en 1889.

## Obras
- L'intervention allemande dans les affaires d'Espagne: une page de l'histoire des gouvernements, Genève: Imprimerie genevoise, 1875, y París: Chevalier, 1875.
- L'inséparabilité de l'Eglise et de l'Etat, S. l., 1880.
- La glossologie: essai sur la science expérimentale du langage. Premi'ere partie: La physiologie du langage (Paris: Maison-neuve, 1881)
- El Folletito de la emigración (1884).